# Vasilij Tikhonov
Vasilij Pavlovitj Tikhonov (på russisk: Василий Павлович Тихонов) (født 19. november 1960) er en russisk tidligere roer.
Tikhonov, som roede for Dynamo Moskva, men roede internationalt i en otter sammensat af roere fra flere klubber fra hele Sovjetunionen.
Han var med i otteren til OL 1988 i Seoul sammen med Viktor Omeljanovitj, Venjamin But, Pavlo Hurkovskyj, Andrej Vasiljev, Mykola Komarov, Viktor Diduk, Aleksandr Dumtjev og styrmand Aleksandr Lukjanov. Den sovjetiske båd vandt sit indledende heat, mens Vesttyskland lidt overraskende vandt det andet. Begge gik i finalen, hvor vesttyskerne lagde bedst fra start, og de beholdt føringen til mål og sikrede sig dermed guldet. Kampen om sølvet blev knivskarp og endte med afgørelse på målfoto, hvoraf det fremgik, at Sovjetunionen var 0,25 sekund foran USA og dermed fik sølv, mens amerikanerne måtte nøjes med bronze.
Efter Sovjetunionens opløsning stillede Tikhonov op i otteren for Fællesskabet af Uafhængige Stater (SNG) ved OL 1992 i Barcelona; båden endte på en tiendeplads.

## OL-medaljer
- 1988:  Sølv i otter